# Главни херој
Главни херој (енгл. Free Guy) амерички je научнофантастични акционо-хумористички филм из 2021. године редитеља Шона Ливија из сценарија Мета Либермана и Зака Пена из приче Либермана. Звезда филма је Рајан Ренолдс као банковни благајник који открије да је заправо NPC у видео-игри отвореног света и одлучи да постане херој приче и спаси своје пријатеље од брисања од стране креатора игре (Тајка Вајтити); Џоди Комер, Lil Rel Howery, Уткарш Амбудкар и Џо Кири.
Филм је издат 13. августа 2021. године у Сједињеним Државама, дистрибутера 20th Century Studios-а, и 12. августа 2021. године у Србији, дистрибутера MegaCom Film-а. Филм је добио углавном позитивне критике критичара.

## Радња
Главни херој је прича о усамљеном банкару који открива да је он у ствари споредни играч у видео-игри Free City.

## Улоге
| Глумац          | Улога                  |
| --------------- | ---------------------- |
| Рајан Ренолдс   | Гај                    |
| Џоди Комер      | Мили / Молтова девојка |
|                 | Бади                   |
| Уткарш Амбудкар | Маусер                 |
| Џо Кири         | Волтер „Киз” Макиз     |
| Тајка Вајтити   | Антван                 |
| Камиј Костек    | Бомбшел                |